# Куц, Владимир Терентьевич
Влади́мир Тере́нтьевич Куц (7 ноября 1927, село Веприк, Роменский округ — 2 октября 2022, Париж, Франция) — советский солдат, участвовавший в Великой Отечественной войне в составе армии США как пулемётчик 4-й пехотной дивизии, а в самом конце войны вернувшийся в расположение советских войск и служивший в разведке 5-й гвардейской воздушно-десантной дивизии. Был последним живущим человеком с момента кончины Джозефа Байерли, участвовавшим во Второй мировой войне в составе советской и американской армий. Кавалер ряда орденов и медалей, 29 июля 1989 года награждён воинской наградой США — медалью «Пурпурное сердце».

## Биография

### Начало войны
Отец, — Терентий Митрофанович Куц, инженер-строитель, который строил мосты в Кашире, Красноярске и Днепропетровске, был главным механиком на строительстве железнодорожного моста через Енисей. В 1937 году он был арестован по ложному доносу соседки сначала за антисоветские лозунги, а затем якобы за подготовку покушения на Сталина на мосту через Енисей. Был сослан на 8 лет в Норильск после того, как из обвинения убрали пункты о терроризме. Мать работала прачкой в селе Веприк (Полтавская область, Украина). В 1941 году село было занято немцами, и мать вместе с сыном вынуждена была производить и продавать немцам алкоголь, чтобы как-то заработать на жизнь. Весной 1942 года Владимира арестовали полицаи, обнаружив в его доме советские листовки с антифашистскими лозунгами на немецком языке, и отправили в качестве остарбайтера в Германию.
На пересылке в Бресте Куц сбежал, но снова был пойман. Владимир работал на железнодорожной разгрузке под Галле, где заработал две грыжи, а также на рытье траншей в Гамбурге, где получил гастрит и эмфизему лёгких. С Куцем начальство плохо обращалось, презрительно называя его «кляйне Сталин» и «руссиш швайн»: на нём вымещали злобу даже в том случае, если заводы бомбила американская авиация. Начальство постоянно твердило в духе гитлеровской пропаганды, что после войны всё славянское население Восточной Европы будет обращено в рабов. В Штутгарте он трудился по 12 часов, разбирая завалы на железнодорожном вокзале, и чудом не умер. Вскоре его отдали в услужение бауэру (крестьянину) Антону Штарцу в Девангене (Баден-Вюртемберг). Штарц был удивлён тем, что его пятнадцатилетний восточный работник является грамотным, вопреки гитлеровской пропаганде. Пока хозяев не было, Куц ловил на радиоприёмнике Москву и тайно слушал сводки с фронта. Зимой 1942/1943 годов Куц работал с французскими военнопленными на лесопилке, когда узнал по радио о том, что немецкие войска были разгромлены под Сталинградом: французы качали Куца на руках, как будто он участвовал в том сражении.

### В американской армии
В марте 1945 года 17-летний Владимир встретил в селе колонну американских войск, а затем познакомился с сержантом 4-й пехотной дивизии армии США Юджином Мелли, уроженцем Бостона, ранее учившимся в Боннском университете на юридическом факультете и поэтому свободно владевшим немецким языком. Куц рассказал Мелли о том, что на крутом повороте горной дороги в Шварцвальде немцы готовят засаду, ставя противотанковые орудия в траншеи: об этом ему проболтался ненароком бауэр Старц. Американцы сумели обойти засаду, а вскоре Мелли, разузнав Владимира получше, предложил ему послужить в армии. Командир отряда капрал Билл Риски (фермер из Коннектикута) назначил Владимира Куца, которого американцы прозвали «Вилли», стрелком на джип «Willys MB»: сам Юджин рассказал, что его стрелок был убит несколько дней тому назад, а водитель ранен. Перед службой капеллан расспросил Куца о вероисповедании, и тот ответил, что является христианином.
На следующий день «Вилли» принял боевое крещение, атаковав двух солдат, минировавших мост через горную речку. Выстрелить с первого раза не получилось: бывший остарбайтер сначала не дотянул затвор крупнокалиберного пулемёта, и солдаты уже садились на мотоцикл, но Владимир всё же справился и открыл огонь. Первыми выстрелами Владимир тяжело ранил немецкого солдата: пулей ему оторвало руку с лопаткой так, что было видно лёгкое. Этот немец умер от потери крови, другой же сдался сержанту Мелли, у него Владимир забрал пистолет «Walther P38». Мотоцикл же от выстрелов опрокинулся в кювет. В дальнейшем «Вилли» продолжил службу разведчиком: он заезжал в первую попавшую деревню и заставлял местных (в том числе и угнанных остарбайтеров) расспросить соседей о присутствии немецких войск и их типах. Юджин Мелли ценил его действия и говорил, что Куц был рождён, чтобы стать разведчиком. Куц носил, как требовалось по уставу, шерстяные брюки защитного цвета, рубашку с двумя карманами, суконный жакет и куртку. Капрал Билл Риски заставлял «Вилли» носить каску и всячески ругался, если тот снимал её. Во время службы Владимир впервые попробовал жевательную резинку, а 12 апреля 1945 года во время поминок по умершему президенту США Франклину Рузвельту, единственный раз за всю службу в американской армии, попробовал виски.
В апреле 1945 года Куц во время форсирования был тяжело контужен около Деллингена после попадания снаряда от танка «Тигр» в джип: это произошло на мосту. У Куца была свернута челюсть и выбиты восемь зубов, однако капрал Риски сумел вправить ему челюсть. Ещё в течение двух месяцев Куц страдал от заикания. Во время дальнейшего продвижения Владимир встретился с француженкой Жанетт, которая работала у одного бауэра: Куц защитил девушку от приставаний нетрезвого капрала из 2-го взвода. Родители (отец был маркизом) и младший брат Жанетт погибли в концлагере Дахау как участники французского Сопротивления. Со слов Куца, это была его первая любовь. Вскоре отряд покинул особняк, где проживала Жанетт, и отправился к Аугсбургу дальше.
После взятия Мюнхена Куц впервые увидел советских военнопленных (в том числе и коллаборационистов-власовцев). На пути к Аугсбургу Куц видел, как немцы подрывали заводы, где производились ракеты Фау-2. Во время наступления отряд Куца получил приказ перехватить часть СС, уходившую в Альпы: это было в конце апреля 1945 года. Однако «Вилли» по ошибке принял американскую машину из другой части за немецкую и обстрелял её из пулемёта. Несмотря на крики Юджина с призывом остановиться, без жертв не обошлось. Вплоть до визита в США Куц боялся попасть под суд за огонь по своим. А вскоре Владимир заявил, что должен вернуться домой, тем более что 4-я дивизия уходила в Италию. 1 мая 1945 года «Вилли» отправился к реке Энс в сторону Вены на трофейном автомобиле «Mercedes-Benz», подаренном капралом Биллом Риски (ранее на нём ездил один из генералов войск СС), и со списком адресов всех его сослуживцев, а также запасом продовольствия, оружием и оранжевым тентом.
По пути на восток Куц попал в немецкую колонну грузовиков и чуть не выдал себя, еле вырвавшись. По пути его остановил один из служащих американской военной полиции в Зальцбурге, который по ошибке принял Куца за беглого солдата вермахта, поскольку тот не знал английского. Однако Куц на немецком всё же объяснил, что едет к своим. 5 мая он уже был в Линце, а вскоре на реке Энс 4-я пехотная дивизия встретилась с частями 5-й гвардейской воздушно-десантной дивизии. Офицеры сообщили о Куце генерал-майору П. И. Афонину, и тот поручил отряду СМЕРШ во главе с капитаном Н. И. Шваревым из 16-го гвардейского полка проверить Куца.

### После возвращения
Афонин направил Куца, как знающего иностранные языки, в состав СМЕРШ, в 16-й гвардейский полк. Владимир стал водителем и переводчиком в отряде контрразведки, где принимал непосредственное участие в выполнении специальных заданий командования. Осенью он был отпущен домой, так как ему не было 18 лет, при этом капитан Шварев посоветовал Куцу не рассказывать о службе в составе Армии США (он уничтожил документы, подтверждавшие его участие в американской разведке 4-й дивизии), чтобы не попасть под суд, а объяснить, что тот просто был угнан на принудительные работы в Германию. По возвращении в Веприк Владимир встретил выжившую чудом мать, однако долгое время потом болел. Летом 1946 года капитан Шварев помог Куцу получить годичный паспорт, и Владимир поехал к своему отцу в Норильск, где он жил на поселении в Норильлаге. Владимиру пришлось выдумать несколько историй, чтобы без билетов попасть в Норильск через Москву и Красноярск: плыл по Енисею без пропуска на «литерном» пароходе, ехал по узкоколейной дороге из Дудинки, представлялся сотрудникам НКВД как игрок футбольной команды ГУЛАГа, которую тренировал А. П. Старостин. Вскоре он вступил в комсомол, окончил 10-летнюю школу и институт с аспирантурой.
Владимир Терентьевич работал слесарем на ТЭЦ, а позже трудился на Норильском горно-металлургическом комбинате имени А. П. Завенягина более 27 лет, организовывал энергосистему Норильского промышленного района. Работал позже уполномоченным Совета министров СССР по объектам первостепенной государственной важности (Саянский и Таджикский алюминиевые заводы), а также в Министерстве цветной металлургии СССР (главный энергетик Главка никель-кобальтовой промышленности) и на посту заместителя начальника главного управления Госснаба СССР. Также он стал известен как чемпион Красноярского края по плаванию: его тренерами были Валерий Буре и Андрей Старостин. В 1988 году Куц вышел на пенсию, получив статус пенсионера республиканского значения.

### Признание статуса ветерана войны
В апреле 1986 года Николай Шварев, который помог Куцу избежать суда по ложному обвинению в сотрудничестве с немцами, скончался. Куц пережил несколько инфарктов, после второго инфаркта лежал в ЦКБ и рассказал одному из находившихся там на лечении пациентов (заместителю министра) о своей службе. После выздоровления Куц встретился с руководством КГБ в 1988 году и рассказал всю правду. На фоне гласности и демократии КГБ не стал чинить препятствия и позволил Куцу вылететь в США, чтобы найти сослуживцев. Через год Владимир Терентьевич в США, в Филадельфии, встретил своих сослуживцев по 4-й пехотной дивизии: Юджина Мелли (учился после войны в Германии и Швейцарии), Ричарда Фицсиммонса (электрик из Вермонта, жил после войны в Вермонте), Боба Нистрома и Билла Риски (работник мэрии Винстеда, в прошлом преподаватель). Владимиру Терентьевичу выдали американское удостоверение ветерана боевых действий, а президент ассоциации ветеранов 4-й дивизии Гарри Грам назначил Куца пожизненным почётным членом ассоциации.
Ещё один однополчанин Томас Стотлер 29 июля 1989 года передал свою медаль «Пурпурное сердце» Владимиру Куцу; полковник Джон Барр подписал указ о награждении. 6 мая 1991 года Владимир Терентьевич получил российское удостоверение участника Великой Отечественной войны и последующие награды. Вскоре Владимир Терентьевич Куц побывал в Баден-Вюртемберге, где встретил жену и детей Антона Штарца, у которого работал. 8 мая 2015 года Владимир Куц был приглашён на церемонию 70-летия победы в посольстве США в России, а на следующий день уже был гостем Парада Победы в Москве. В июне он побывал во Франции в честь 70-летия окончания войны и годовщины открытия второго фронта в Нормандии. Написал воспоминания «Поединок с судьбой». В 2016 году вышел документальный фильм Олега Штрома «Братья по оружию. Во имя общей Победы», в котором Владимир Куц рассказал свою историю.
Скончался 2 октября 2022 года.

## Награды и звания
- Орден Отечественной войны II степени
- Медаль «Ветеран труда»
- Медаль «За победу над Германией»
- Медаль «Защитнику свободной России»
- Медаль «Пурпурное сердце» (США)
- Ветеран труда Норильского комбината
- Почётный ветеран Красноярского Края
- Почётный ветеран города Москвы
- Почётный гражданин штата Техас[1]
- Ветеран воздушно-десантных войск Советской Армии (8 ноября 2016)[6].
- Прочие юбилейные награды[6]